# 金崎夢生
金崎 夢生（かなざき むう、1989年2月16日 - ）は、三重県津市出身のプロサッカー選手。ポジションはフォワード（センターフォワード、ウイング）、ミッドフィールダー（サイドハーフ）。JFL・ヴェルスパ大分所属。元日本代表。

## 来歴

### プロ入り前
5人目の子として生まれる。母親がムー大陸に因んで「夢生」と名付けた。小学校2年生からフットサルを始め、5年生時には全日本少年フットサル大会で3位に入賞したことで、全国的に知られた選手であった。
サッカーを始めたのは中学校入学後、3年生時には県大会で3位に入賞した。卒業後は滝川第二高等学校へ進学。高円宮杯全日本ユースサッカー選手権大会では2年生時に3位、3年生時に優勝の成績をおさめた。同期に橘章斗がいる。

### 大分トリニータ
2007年、大分トリニータに加入。加入直後から中盤の全てをこなせる万能型ミッドフィールダーとして期待されていた が、中盤のレギュラーに割って入ることができずポジション獲得はならなかった。しかし、「スーパーサブ」として重用され、新人ながら18試合に出場した。11月には香川真司の代役としてU-18日本代表にも選出され、攻撃陣を牽引した。
2008年は、シーズン前の練習中に同年加入の家長昭博が全治6か月の重傷を負い、その代役としてトップ下のポジションを確保。リーグ戦全試合に出場した。11月のAFC U-19選手権への日本代表選出も予定されていたが、チーム事情からナビスコカップ決勝優先の判断がされたため選出はされなかった。ナビスコカップではチームを優勝に導き、金崎自身もニューヒーロー賞を獲得した。リーグ戦もチーム最高の4位で終え、これらの活躍を評価されて複数の移籍オファーを受けたが、大分残留を決めた。
2009年は開幕前に復帰した家長とレギュラー争いを繰り広げた が、開幕スタメンを勝ち取った。しかし、チームはリーグ戦14連敗を喫する不振に陥りJ2に降格した。金崎はリーグ戦30試合に出場したものの1得点に留まった。J2降格が決定したことに加えてチームが深刻な経営難にあることが発覚し、経営改善のために主力選手の放出に踏み切り、金崎も移籍することを選択した。国内5クラブからオファーを受け、その中から前年もオファーを送っていた名古屋グランパスを選択し、12月16日に両チームから完全移籍が発表された。

### 名古屋グランパス
2010年、背番号は大分でルーキーシーズンに着用していた25に決まった。4-3-3の右ウィングで起用され、開幕戦から得点に絡む活躍を見せた。2012年に名古屋を契約満了で退団。

### 1.FCニュルンベルク
2013年1月30日、大分時代のチームメイトである清武弘嗣が所属するドイツ・ブンデスリーガの1.FCニュルンベルクと1年半契約を結んだ。ニュルンベルクでの登録名はムウ。しかし、移籍1年目は出場機会に恵まれなかった。2013年6月16日、国立競技場で開催された東日本大震災復興支援 2013Jリーグスペシャルマッチにゲストプレイヤーとして出場し、決勝点を決めた。

### ポルティモネンセSC
2013年9月2日、ニュルンベルクとの契約を解除し、セグンダ・リーガ（ポルトガル2部）のポルティモネンセSCへ移籍。
2013-2014シーズンのセグンダ・リーガで7得点を記録した。

### 鹿島アントラーズ
2015年2月9日、鹿島アントラーズへ期限付き移籍した。3月14日のJ1第2節・湘南戦で3年ぶりの復帰ゴールを挙げた。4月3日のJ1第4節・鳥栖戦にて、相手DFの金敏爀に顔面をスパイクで踏みつけられるが、大事にはいたらなかった。後日、4月9日に鹿島のクラブハウスを訪れた金の謝罪を監督のトニーニョ・セレーゾとともに受け入れた。なお、愛称として親しまれている足の裏はこの時より生まれた。石井正忠への監督交代後は1トップでも2トップでもFWとしての起用が多くなった。10月31日、ナビスコカップ決勝のG大阪戦では2トップの一角に入り、1得点を挙げるなどのプレーで優勝に貢献した。12月21日のJリーグアウォーズでJリーグベストイレブンを初受賞した。
鹿島からは慰留を受けていたが、強い欧州志向からこれを拒否。2016年1月14日、期限付き満了に伴い鹿島からポルティモネンセSCへ復帰する事が決定し、背番号96を着けて試合にも出場した。ポルティモネンセから欧州クラブへの移籍を模索したが 自身が納得できるオファーが届かなかったことから、鹿島アントラーズの再オファーに応じ、2月12日に同クラブへの完全移籍で基本合意したことを発表。僅か1カ月でJリーグに復帰することになった。復帰後もチームの主力としてプレーし、6月14日には5月の月間MVPを受賞する などの活躍をしたが、8月20日の湘南戦で、途中交代させられた事に激昂し、監督・石井との握手を拒否するなど反抗的な態度をとった。翌日、クラブから呼ばれ厳重注意を受け、監督ならびに選手に謝罪した。騒動後の公式戦ではなかなか得点が奪えなかったが、9月25日のJ1 2nd第13節の新潟戦で、自身初のリーグ戦2桁得点を達成した。11月23日、チャンピオンシップ準決勝の川崎戦では決勝ゴールを決める活躍を見せ、12月3日、決勝第2戦の浦和戦では2得点をあげる活躍でJ1リーグ優勝に貢献し、チャンピオンシップMVPを獲得した。

### サガン鳥栖
2018年シーズン途中にサガン鳥栖から獲得オファーを受けた。鹿島からは強く慰留されたが、最終的には金崎の「新しいチャレンジをしたい」という意思を尊重され、7月24日にチョン・スンヒョンと入れ替わる形 で鳥栖への完全移籍が発表された。元スペイン代表のフェルナンド・トーレスと2トップを組みJ1残留に貢献、個人としても鹿島時代との通算でリーグ戦10得点を記録し3年連続2ケタ得点を達成した。

### 名古屋グランパス（第二次）
2020年3月25日に古巣である名古屋グランパスに期限付き移籍することが決まった。8月23日J1第12節・川崎戦で復帰後初得点を決めて勝利に貢献し、首位・川崎の連勝記録を10でストップさせた。同年11月11日のJ1第7節・広島戦にて負傷、全治約6～8ヶ月の右膝前十字靱帯損傷および外側半月板損傷と診断され、長期離脱することとなった。
翌2021年に名古屋に完全移籍するも、上記の負傷の影響もあり同年の出場機会は公式戦12試合、2022年も6月1日の天皇杯での出場を最後に公式戦13試合の出場にとどまった。

### 大分トリニータ（第二次）
2022年8月18日、名古屋と双方合意の上で契約を解除し大分トリニータへ完全移籍で加入することが発表された。2009年以来、13シーズンぶりの復帰となった。主に途中出場からJ1参入プレーオフを含む公式戦13試合に出場したが、同年限りで大分を契約満了となり退団。

### FC琉球
2023年2月24日、J3のFC琉球に加入することが発表された。2023年シーズン限りで契約満了により退団。

### ヴェルスパ大分
2024年8月22日、ヴェルスパ大分へ加入することが発表された。

### 日本代表
2009年1月20日、AFCアジアカップ2011予選のイエメン代表戦で後半42分に香川真司と交代で初出場。
2015年11月5日、約5年ぶりに選出。代表通算6試合目となる同月12日の2018 FIFAワールドカップ・アジア2次予選のシンガポール戦にて、1トップ（センターFW）の位置でスタメン起用されフル出場し、代表初得点を決めた。
2016年3月24日には同予選・アフガニスタン戦で、高校の先輩である岡崎慎司との初のアベック弾を決めた。しかし、8月25日に発表された同最終予選のUAE戦とタイ戦のメンバー選考の際、前述の8月20日のJリーグの試合で取った行為を代表監督のヴァイッド・ハリルホジッチに「彼の態度は受け入れがたい」と問題視され、日本代表から追放された。
上記の通り日本代表からの無期限の代表追放が続いていたが、2017年3月16日、最終予選のUAE戦、タイ戦のメンバーに招集はされなかったものの、日本代表のバックアップメンバーに登録され、11月29日に発表されたEAFF E-1フットボールチャンピオンシップ2017に臨む日本代表メンバーに選出され代表復帰を果たした。ハリルホジッチは「もう過去のことであり私も忘れています」と会見で話している。

## 所属クラブ
- 1997年 - 2000年 セントロ津南
- 2001年 - 2003年 津市立東観中学校
- 2004年 - 2006年 滝川第二高校
- 2007年 - 2009年 大分トリニータ
- 2010年 - 2012年 名古屋グランパスエイト
- 2013年1月 - 同年9月 1.FCニュルンベルク
- 2013年9月 - 2016年2月 ポルティモネンセSC
  - 2015年2月 - 同年12月 鹿島アントラーズ (期限付き移籍)
- 2016年2月 - 2018年7月 鹿島アントラーズ
- 2018年7月 - 2020年 サガン鳥栖
  - 2020年3月 - 同年12月 名古屋グランパスエイト（期限付き移籍）
- 2021年 - 2022年8月 名古屋グランパスエイト
- 2022年8月 - 同年12月 大分トリニータ
- 2023年 FC琉球
- 2024年8月 - ヴェルスパ大分

## 個人成績
| 国内大会個人成績 | 国内大会個人成績 | 国内大会個人成績 | 国内大会個人成績 | 国内大会個人成績 | 国内大会個人成績 | 国内大会個人成績 | 国内大会個人成績 | 国内大会個人成績 | 国内大会個人成績 | 国内大会個人成績 | 国内大会個人成績 |
| 年度             | クラブ           | 背番号           | リーグ           | リーグ戦         | リーグ戦         | リーグ杯         | リーグ杯         | オープン杯       | オープン杯       | 期間通算         | 期間通算         |
| 年度             | クラブ           | 背番号           | リーグ           | 出場             | 得点             | 出場             | 得点             | 出場             | 得点             | 出場             | 得点             |
| 日本             | 日本             | 日本             | 日本             | リーグ戦         | リーグ戦         | リーグ杯         | リーグ杯         | 天皇杯           | 天皇杯           | 期間通算         | 期間通算         |
| ---------------- | ---------------- | ---------------- | ---------------- | ---------------- | ---------------- | ---------------- | ---------------- | ---------------- | ---------------- | ---------------- | ---------------- |
| 2007             | 大分             | 25               | J1               | 18               | 2                | 4                | 1                | 1                | 0                | 23               | 3                |
| 2008             | 大分             | 8                | J1               | 34               | 4                | 9                | 0                | 0                | 0                | 43               | 4                |
| 2009             | 大分             | 8                | J1               | 30               | 1                | 3                | 1                | 2                | 3                | 35               | 5                |
| 2010             | 名古屋           | 25               | J1               | 25               | 4                | 3                | 0                | 2                | 0                | 30               | 4                |
| 2011             | 名古屋           | 25               | J1               | 12               | 0                | 2                | 1                | 4                | 0                | 18               | 1                |
| 2012             | 名古屋           | 25               | J1               | 32               | 5                | 1                | 0                | 4                | 1                | 37               | 6                |
| ドイツ           | ドイツ           | ドイツ           | ドイツ           | リーグ戦         | リーグ戦         | リーグ杯         | リーグ杯         | DFBポカール      | DFBポカール      | 期間通算         | 期間通算         |
| 2012-13          | ニュルンベルク   | 28               | ブンデス1部      | 4                | 0                | -                | -                | -                | -                | 4                | 0                |
| ポルトガル       | ポルトガル       | ポルトガル       | ポルトガル       | リーグ戦         | リーグ戦         | リーグ杯         | リーグ杯         | ポルトガル杯     | ポルトガル杯     | 期間通算         | 期間通算         |
| 2013-14          | ポルティモネンセ | 90               | ポルトガル2部    | 30               | 7                | 1                | 0                | 2                | 0                | 33               | 7                |
| 2014-15          | ポルティモネンセ | 10               | ポルトガル2部    | 17               | 9                | 3                | 1                | 0                | 0                | 20               | 10               |
| 日本             | 日本             | 日本             | 日本             | リーグ戦         | リーグ戦         | リーグ杯         | リーグ杯         | 天皇杯           | 天皇杯           | 期間通算         | 期間通算         |
| 2015             | 鹿島             | 33               | J1               | 27               | 9                | 5                | 5                | 0                | 0                | 32               | 14               |
| ポルトガル       | ポルトガル       | ポルトガル       | ポルトガル       | リーグ戦         | リーグ戦         | リーグ杯         | リーグ杯         | ポルトガル杯     | ポルトガル杯     | 期間通算         | 期間通算         |
| 2015-16          | ポルティモネンセ | 96               | ポルトガル2部    | 2                | 0                | -                | -                | 2                | 0                | 4                | 0                |
| 日本             | 日本             | 日本             | 日本             | リーグ戦         | リーグ戦         | リーグ杯         | リーグ杯         | 天皇杯           | 天皇杯           | 期間通算         | 期間通算         |
| 2016             | 鹿島             | 33               | J1               | 30               | 10               | 0                | 0                | 2                | 0                | 32               | 10               |
| 2017             | 鹿島             | 33               | J1               | 30               | 12               | 2                | 0                | 1                | 2                | 33               | 14               |
| 2018             | 鹿島             | 10               | J1               | 15               | 7                | -                | -                | 1                | 0                | 16               | 7                |
| 2018             | 鳥栖             | 44               | J1               | 15               | 3                | -                | -                | -                | -                | 15               | 3                |
| 2019             | 鳥栖             | 44               | J1               | 31               | 7                | 4                | 0                | 2                | 1                | 37               | 8                |
| 2020             | 鳥栖             | 44               | J1               | 0                | 0                | 1                | 0                | -                | -                | 1                | 0                |
| 2020             | 名古屋           | 44               | J1               | 25               | 6                | 1                | 0                | -                | -                | 26               | 6                |
| 2021             | 名古屋           | 44               | J1               | 6                | 1                | 3                | 0                | 1                | 0                | 10               | 1                |
| 2022             | 名古屋           | 44               | J1               | 7                | 0                | 5                | 1                | 1                | 0                | 13               | 1                |
| 2022             | 大分             | 40               | J2               | 12               | 1                | -                | -                | -                | -                | 12               | 1                |
| 2023             | 琉球             | 44               | J3               | 22               | 1                | -                | -                | 2                | 1                | 24               | 2                |
| 2024             | V大分            | 87               | JFL              | 11               | 1                | -                | -                | -                | -                | 11               | 1                |
| 2025             | V大分            | 87               | JFL              |                  |                  | -                | -                |                  |                  |                  |                  |
| 通算             | 日本             | 日本             | J1               | 337              | 71               | 43               | 9                | 21               | 7                | 401              | 87               |
| 通算             | 日本             | 日本             | J2               | 12               | 1                | -                | -                | -                | -                | 12               | 1                |
| 通算             | 日本             | 日本             | J3               | 22               | 1                | -                | -                | 2                | 1                | 24               | 2                |
| 通算             | 日本             | 日本             | JFL              | 11               | 1                | -                | -                | -                | -                | 11               | 1                |
| 通算             | ドイツ           | ドイツ           | ブンデス1部      | 4                | 0                | -                | -                | 0                | 0                | 4                | 0                |
| 通算             | ポルトガル       | ポルトガル       | ポルトガル2部    | 49               | 16               | 4                | 1                | 4                | 0                | 57               | 17               |
| 総通算           | 総通算           | 総通算           | 総通算           | 435              | 90               | 47               | 10               | 27               | 8                | 509              | 108              |

その他の国内公式戦
- 2011年
  - スーパーカップ - 1試合0得点
- 2016年
  - Jリーグチャンピオンシップ - 3試合3得点
- 2017年
  - スーパーカップ - 1試合0得点
- 2022年
  - J1参入プレーオフ - 1試合0得点

| 国際大会個人成績 | 国際大会個人成績 | 国際大会個人成績 | 国際大会個人成績 | 国際大会個人成績 | FIFA      | FIFA      |
| 年度             | クラブ           | 背番号           | 出場             | 得点             | 出場      | 得点      |
| AFC              | AFC              | AFC              | ACL              | ACL              | クラブW杯 | クラブW杯 |
| ---------------- | ---------------- | ---------------- | ---------------- | ---------------- | --------- | --------- |
| 2011             | 名古屋           | 25               | 4                | 3                | -         | -         |
| 2012             | 名古屋           | 25               | 7                | 1                | -         | -         |
| 2015             | 鹿島             | 33               | 4                | 1                | -         | -         |
| 2016             | 鹿島             | 33               | -                | -                | 4         | 2         |
| 2017             | 鹿島             | 33               | 5                | 4                | -         | -         |
| 2018             | 鹿島             | 10               | 6                | 3                | -         | -         |
| 2021             | 名古屋           | 44               | 2                | 0                | -         | -         |
| 通算             | AFC              | AFC              | 28               | 12               | 4         | 2         |

その他の国際公式戦
- 2009年
  - パンパシフィックチャンピオンシップ 2試合0得点
  - スルガ銀行チャンピオンシップ 1試合0得点
- 2016年
  - スルガ銀行チャンピオンシップ 1試合0得点

出場歴
- Jリーグ初出場 - 2007年3月3日 J1 第1節 アルビレックス新潟戦（九州石油ドーム）
- Jリーグ初得点 - 2007年5月6日 J1 第10節 サンフレッチェ広島戦（九州石油ドーム）

## タイトル

### クラブ
大分トリニータ
- Jリーグカップ：1回（2008年）

名古屋グランパス
- J1リーグ：1回（2010年）
- Jリーグカップ：1回 (2021年)
- スーパーカップ：1回（2011年）

鹿島アントラーズ
- J1リーグ：1回（2016年）
- Jリーグカップ：1回（2015年）
- 天皇杯 JFA 全日本サッカー選手権大会：1回（2016年）
- スーパーカップ：1回（2017年）

### 個人
- Jリーグベストイレブン：1回（2015年）
- Jリーグ優秀選手賞：2回（2008年、2015年）
- J1リーグ月間MVP：2回（2016年5月、2017年8月）
- Jリーグチャンピオンシップ MVP：1回（2016年）
- Jリーグカップ ニューヒーロー賞：1回（2008年）

## 代表歴
- 初出場 - 2009年1月20日 アジアカップ・カタール大会予選 対イエメン戦（熊本県民総合運動公園陸上競技場）
- 初得点 - 2015年11月12日 2018 FIFAワールドカップ・アジア2次予選 対シンガポール戦（シンガポール・ナショナルスタジアム）

### 出場大会
- U-18日本代表
- U-20日本代表
- 日本代表
  - 2010年 東アジアサッカー選手権2010（3位）
  - 2015年 2018 FIFAワールドカップ・アジア2次予選
  - 2016年 キリンカップサッカー2016
  - 2017年 - EAFF E-1フットボールチャンピオンシップ2017

### 試合数
- 国際Aマッチ 11試合 2得点（2009年 - 2017年）

| 日本代表 | 国際Aマッチ | 国際Aマッチ |
| 年       | 出場        | 得点        |
| -------- | ----------- | ----------- |
| 2009     | 1           | 0           |
| 2010     | 4           | 0           |
| 2015     | 1           | 1           |
| 2016     | 4           | 1           |
| 2017     | 1           | 0           |
| 通算     | 11          | 2           |

### 出場
| No. | 開催日         | 開催都市 | スタジアム                                 | 対戦国                   | 結果 | 監督                       | 大会                                                           |
| --- | -------------- | -------- | ------------------------------------------ | ------------------------ | ---- | -------------------------- | -------------------------------------------------------------- |
| 1.  | 2009年1月20日  | 熊本     | 熊本県民総合運動公園陸上競技場             | イエメン                 | ○2-1 | 岡田武史                   | AFCアジアカップカタール予選                                    |
| 2.  | 2010年1月5日   | サナア   | アル・サウラ・スポーツ・シティ・スタジアム | イエメン                 | ○3-2 | 岡田武史                   | AFCアジアカップ2011予選                                        |
| 3.  | 2010年2月2日   | 大分     | 九州石油ドーム                             | ベネズエラ               | △0-0 | 岡田武史                   | キリンチャレンジカップ2010                                     |
| 4.  | 2010年2月6日   | 調布     | 味の素スタジアム                           | 中国                     | △0-0 | 岡田武史                   | 東アジアサッカー選手権2010                                     |
| 5.  | 2010年10月12日 | ソウル   | ソウルワールドカップ競技場                 | 韓国                     | △0-0 | アルベルト・ザッケローニ   | 国際親善試合                                                   |
| 6.  | 2015年11月12日 | カラン   | シンガポール・ナショナルスタジアム         | シンガポール             | ○3-0 | ヴァイッド・ハリルホジッチ | 2018 FIFAワールドカップ・アジア2次予選兼AFCアジアカップUAE予選 |
| 7.  | 2016年3月24日  | さいたま | 埼玉スタジアム2002                         | アフガニスタン           | ○5-0 | ヴァイッド・ハリルホジッチ | 2018 FIFAワールドカップ・アジア2次予選兼AFCアジアカップUAE予選 |
| 8.  | 2016年3月29日  | さいたま | 埼玉スタジアム2002                         | シリア                   | ○5-0 | ヴァイッド・ハリルホジッチ | 2018 FIFAワールドカップ・アジア2次予選兼AFCアジアカップUAE予選 |
| 9.  | 2016年6月3日   | 豊田     | 豊田スタジアム                             | ブルガリア               | ○7-2 | ヴァイッド・ハリルホジッチ | キリンカップサッカー2016                                       |
| 10. | 2016年6月7日   | 吹田     | 市立吹田サッカースタジアム                 | ボスニア・ヘルツェゴビナ | ●1-2 | ヴァイッド・ハリルホジッチ | キリンカップサッカー2016                                       |
| 11. | 2017年12月9日  | 調布     | 味の素スタジアム                           | 朝鮮民主主義人民共和国   | ○1-0 | ヴァイッド・ハリルホジッチ | EAFF E-1サッカー選手権2017                                     |

### ゴール
| No. | 開催日         | 開催都市 | スタジアム                         | 対戦国         | 結果 | 大会                                   |
| --- | -------------- | -------- | ---------------------------------- | -------------- | ---- | -------------------------------------- |
| 1.  | 2015年11月12日 | カラン   | シンガポール・ナショナルスタジアム | シンガポール   | ○3-0 | 2018 FIFAワールドカップ・アジア2次予選 |
| 2.  | 2016年3月24日  | さいたま | 埼玉スタジアム2002                 | アフガニスタン | ○5-0 | 2018 FIFAワールドカップ・アジア2次予選 |